# Nathalie Björn
Gun Nathalie Björn (Uppsala, 4 maggio 1997) è una calciatrice svedese, difensore del Chelsea e della nazionale svedese.

## Carriera

### Club
Il debutto di Björn è stato nella squadra Vaksala SK ed in seguito il club Sirius. Ha giocato otto partite per Sirius in Elitettan nel 2013. Poi ha giocato due stagioni per AIK a Damallsvenskan. A dicembre 2015, Björn è stata assunta da Eskilstuna United.
Prima della stagione 2018, ha firmato col Rosengård.
Nel luglio 2021 ha lasciato il Rosengård per trasferirsi all'Everton, in Inghilterra.
Ad inizio anno 2024 diventa una nuova giocatrice del Chelsea. Con la squadra londinese vincerà il campionato inglese 2023-2024.

### Nazionale
Björn è entrata a far parte della squadra svedese Under-19 nel 2015, facendo gol nel primo incontro contro Israele.
A maggio del 2019, Nathalie Björn è stata selezionata per la nazionale svedese alla Coppa del Mondo 2019.

## Statistiche

### Presenze e reti nei club
Statistiche (parziali) aggiornate al 3 aprile 2025.
| Stagione        | Squadra         | Campionato      | Campionato | Campionato | Coppe nazionali | Coppe nazionali | Coppe nazionali | Coppe internazionali | Coppe internazionali | Coppe internazionali | Altre coppe | Altre coppe | Altre coppe | Totale | Totale |
| Stagione        | Squadra         | Comp            | Pres       | Reti       | Comp            | Pres            | Reti            | Comp                 | Pres                 | Reti                 | Comp        | Pres        | Reti        | Pres   | Reti   |
| --------------- | --------------- | --------------- | ---------- | ---------- | --------------- | --------------- | --------------- | -------------------- | -------------------- | -------------------- | ----------- | ----------- | ----------- | ------ | ------ |
| 2021-2022       | Everton         | WSL             | 16         | 1          | CI              | 2               | 0               | -                    | -                    | -                    | CL          | 3           | 0           | 21     | 1      |
| 2022-2023       | Everton         | WSL             | 20         | 0          | CI              | 0               | 0               | -                    | -                    | -                    | CL          | 3           | 0           | 23     | 0      |
| ago-dic 2023    | Everton         | WSL             | 8          | 1          | CI              | -               | -               | -                    | -                    | -                    | CL          | 2           | 0           | 10     | 1      |
| Totale Everton  | Totale Everton  | Totale Everton  | 44         | 2          | -               | 2               | 0               | -                    | -                    | -                    | -           | 8           | 0           | 54     | 2      |
| gen-giu 2024    | Chelsea         | WSL             | 9          | 1          | CI              | 3               | 0               | UWCL                 | -                    | -                    | CL          | -           | -           | 12     | 1      |
| 2024-2025       | Chelsea         | WSL             | 14         | 1          | CI              | 3               | 0               | UWCL                 | 7                    | 1                    | CL          | 3           | 0           | 3      | 1      |
| Totale Chelsea  | Totale Chelsea  | Totale Chelsea  | 23         | 2          | -               | 6               | 0               | -                    | 7                    | 1                    | -           | 3           | 0           | 39     | 3      |
| Totale carriera | Totale carriera | Totale carriera | 67         | 4          | -               | 8               | 0               | -                    | 7                    | 1                    | -           | 11          | 0           | 93     | 5      |

## Palmarès

### Club
- Coppa di Svezia: 1

Rosengård: 2018
- Campionato svedese: 1

Rosengård: 2019
- Campionato inglese: 1

Chelsea: 2023-2024

### Nazionale
- Campionato d'Europa under 19: 1

2015
- Argento olimpico: 1

Tokyo 2020